# Le sorelle Snoop
Le sorelle Snoop (The Snoop Sisters) è una serie televisiva statunitense in 5 episodi trasmessi per la prima volta dal 1972 al 1974.
È una serie del genere giallo incentrata sulle vicende di due anziane sorelle, autrici di romanzi gialli, che abitualmente si imbattono in misteriosi casi che decidono di risolvere. Gli episodi regolari della serie, della durata di circa 90 minuti ciascuno, sono quattro e furono trasmessi sulla NBC nel corso della stagione 1973-1974 per il ciclo NBC Wednesday Mystery Movie. I quattro episodi regolari erano stati preceduti da un film TV pilota intitolato The Female Instinct e trasmesso il 18 dicembre 1972.

## Personaggi e interpreti
- Ernesta Snoop (5 episodi, 1972-1974), interpretato da Helen Hayes.
- Gwendolyn Snoop Nicholson (5 episodi, 1972-1974), interpretato da Mildred Natwick.
- Barney (4 episodi, 1973-1974), interpretato da Lou Antonio.
- Tenente Steve Ostrowski (4 episodi, 1973-1974), interpretato da Bert Convy.
- Prince (2 episodi, 1973-1974), interpretato da Alice Cooper.

## Produzione
La serie, ideata da Alan Shayne, fu prodotta da Tony Barrett per la Universal TV. Le musiche furono composte da Jerry Fielding. Tra i registi è accreditato Leonard Horn.

### Sceneggiatori
Tra gli sceneggiatori sono accreditati:
- Alan Shayne in 5 episodi (1972-1974)
- Leonard Stern in 2 episodi (1972-1973)
- Tony Barrett in 2 episodi (1974)

## Distribuzione
La serie fu trasmessa negli Stati Uniti dal 18 dicembre 1972 (pilot) e dal 19 dicembre 1973 (1º episodio) al 19 marzo 1974 sulla rete televisiva NBC. In Italia è stata trasmessa con il titolo Le sorelle Snoop. È stata distribuita anche in Spagna con il titolo Las hermanas Snoop.

## Episodi
| Stagione       | Episodi | Prima TV USA | Prima TV Italia |
| -------------- | ------- | ------------ | --------------- |
| Prima stagione | 5       | 1972-1974    |                 |